# ‘Get Yer Ya-Ya’s Out!’ The Rolling Stones in Concert
A ‘Get Yer Ya-Ya’s Out!’ The Rolling Stones in Concert a The Rolling Stones együttes koncertalbuma, amely 1970. szeptember 4-én jelent meg.

## Történet
Annak ellenére, hogy az USA-ban 1966-ban (szerződési kötelezettség miatt) megjelent a Got Live If You Want It!, sokan – a Rolling Stonest is beleértve – ezt az albumot tartják első igazi koncertalbumuknak. Az album kiadásának egyik fő oka a Live'r Than You'll Ever Be című, Oaklandben felvett kalózkiadás ellensúlyozása volt, amiről a Rolling Stone magazin még kritikát is írt.
Mivel a Stones 1967 áprilisa óta nem turnézott, 1969-re már mindannyian koncertezni akartak. Két legújabb albumukat, a Beggars Banquetet és a Let It Bleedet a kritika kedvezően fogadta, így rajongóik is várták az új koncertkörutat. 1969-es amerikai turnéjuk során novemberben és decemberben telt házas koncerteket adtak. Előzenekaraik a következők voltak: Ike és Tina Turner, Terry Reid és B. B. King (néha Chuck Berry). Ez volt Mick Taylor első turnéja a zenekarral; az előadásokon fontos szerepet kapott Taylor és Keith Richards összehangolt gitárjátéka.
Az albumhoz kiválasztott dalokat 1969. november 27-én és 28-án, a New York-i Madison Square Gardenben vették fel, kivéve a "Live with Me"-t, amit november 25-én, Baltimore-ban. A londoni Olympic Studiosban, 1970 januárjában és februárjában több rájátszást is eszközöltek. A közhiedelemmel ellentétben hangszeres részeket nem, csak az éneket és a vokált vették újra néhány dalon (bár léteznek kalózkiadások, ahol Richards más gitárszólót próbált ki, mint ami hivatalos változaton hallható).
Néhány dal előadása és a borító fotózása (Charlie Watts és egy szamár) látható a Gimme Shelter című dokumentumfilmben.

## Az album dalai
Minden dalt Mick Jagger és Keith Richards írt, kivéve, ahol jelölve van.
1. Jumpin' Jack Flash – 4:02
2. Carol (Chuck Berry) – 3:47
3. Stray Cat Blues – 3:41
4. Love in Vain (Robert Johnson – eredetileg tradicionálisnak jelölték) – 4:57
5. Midnight Rambler – 9:05
6. Sympathy for the Devil – 6:52
7. Live with Me – 3:03
8. Little Queenie (Chuck Berry) – 4:33
9. Honky Tonk Women – 3:35
10. Street Fighting Man – 4:03

## Közreműködők
Együttes
- Mick Jagger – ének, szájharmonika
- Keith Richards – gitár, vokál
- Mick Taylor – gitár
- Bill Wyman – basszusgitár
- Charlie Watts – dob, ütőhangszerek
- Ian Stewart – zongora a Chuck Berry-dalokban

Produkció
- Glyn Johns – hangmérnök, keverés, producer
- Gus Skinas – hangmérnök
- David Bailey – borítókép
- Ethan Russell – fényképek
- John Kosh – design
- The Rolling Stones – producer